# Portobuffolé
Portobuffolé – miejscowość i gmina we Włoszech, w regionie Wenecja Euganejska, w prowincji Treviso.
Według danych na rok 2004 gminę zamieszkiwało 739 osób, 147,8 os./km².